# Hololepta vernicis
Hololepta vernicis är en skalbaggsart som beskrevs av Thomas Casey 1893. Hololepta vernicis ingår i släktet Hololepta och familjen stumpbaggar. Inga underarter finns listade i Catalogue of Life.